# Tetrix totulihumerus
Tetrix totulihumerus är en insektsart som beskrevs av Zheng, Z. och X. Nie 2005. Tetrix totulihumerus ingår i släktet Tetrix och familjen torngräshoppor. Inga underarter finns listade i Catalogue of Life.